# Pseudapocryptes
Pseudapocryptes is een geslacht van straalvinnige vissen uit de familie van grondels (Gobiidae).

## Soorten
- Pseudapocryptes borneensis (Bleeker, 1855)
- Pseudapocryptes elongatus (Cuvier, 1816)